# Dicranoloma subimponens
Dicranoloma subimponens är en bladmossart som beskrevs av Brotherus 1909. Dicranoloma subimponens ingår i släktet Dicranoloma och familjen Dicranaceae. Inga underarter finns listade i Catalogue of Life.